# ECW World Television Championship
El ECW World Televisión Championship fue un título secundario en la Extreme Championship Wrestling desde 1992 hasta el 2001. El título alcanzó prestigio al nivel del ECW World Heavyweight Championship, cuando Rob Van Dam protagonizó excelentes luchas mientras tuvo el campeonato. Van Dam tuvo un reinado de 23 meses que solo finalizó debido a una lesión. Su reinado lo lanzó a la categoría mundial, cuando ocurrió la lesión.
El último campeón fue Rhino, quien tuvo el campeonato hasta el cierre de la empresa en el 2001. De acuerdo con Rhino, la correa oficial del campeonato fue robada del camarín de la ECW.  

Rhino como campeón en 1999

La World Wrestling Entertainment en 2006 revivió la promoción ECW, a pesar de que no han reactivado el campeonato, lo renombraron en su página web, pasando de ECW World Televisión Championship a ECW Televisión Championship.

## Lista de campeones
| Luchador:        | Reinado N.º: | Evento                         | Fecha:                   | Días: | Notas |
| ---------------- | ------------ | ------------------------------ | ------------------------ | ----- | --- |
| Johnny Hotbody   | 1            | N/A                            | 12 de agosto de 1992     | 31    | |
| Vacante          | N/A          | Debido a una lesión de Hotbody | 12 de septiembre de 1992 | N/A   | |
| Jimmy Snuka      | 1            | N/A                            | 12 de marzo de 1993      | 203   | Derrotó a Glen Osbourne en la final de un torneo |
| Terry Funk       | 1            | NWA Bloodfest: Part 1          | 1 de octubre de 1993     | 43    | |
| Sabu             | 1            | November to Remember           | 13 de noviembre de 1993  | 113   | Derrotó a Terry Funk y a King Kong Bundy |
| The Tazmaniac    | 1            | N/A                            | 6 de marzo de 1994       | 0     | |
| J.T. Smith       | 1            | N/A                            | 6 de marzo de 1994       | 41    | |
| Pitbull #1       | 1            | N/A                            | 16 de abril de 1994      | 27    | |
| Mikey Whipwreck  | 1            | N/A                            | 13 de mayo de 1994       | 92    | |
| Jason            | 1            | Hardcore Heaven                | 13 de agosto de 1994     | 83    | |
| 2 Cold Scorpio   | 1            | N/A                            | 4 de noviembre de 1994   | 0     | |
| Dean Malenko     | 1            | N/A                            | 4 de noviembre de 1994   | 134   | |
| 2 Cold Scorpio   | 2            | N/A                            | 18 de marzo de 1995      | 21    | |
| Eddie Guerrero   | 1            | Three Way Dance                | 8 de abril de 1995       | 104   | |
| Dean Malenko     | 2            | N/A                            | 21 de julio de 1995      | 7     | |
| Eddie Guerrero   | 2            | N/A                            | 28 de julio de 1995      | 28    | |
| 2 Cold Scorpio   | 3            | N/A                            | 25 de agosto de 1995     | 126   | |
| Mikey Whipwreck  | 2            | N/A                            | 29 de diciembre de 1995  | 7     | |
| 2 Cold Scorpio   | 4            | House Party                    | 5 de enero de 1996       | 127   | |
| Shane Douglas    | 1            | Matter of Respect              | 11 de mayo de 1996       | 21    | |
| Pitbull #2       | 1            | Fight the Power                | 1 de junio de 1996       | 21    | |
| Chris Jericho    | 1            | Hardcore Heaven                | 22 de junio de 1996      | 21    | |
| Shane Douglas    | 2            | Heat Wave                      | 13 de julio de 1996      | 329   | Derrotó a Chris Jericho, 2 Cold Scorpio & Pitbull #2 en un Four Corners Match                                                                                             |
| Taz              | 2            | Wrestlepalooza                 | 7 de junio de 1997       | 267   | Antes conocido como "The Tazmaniac" |
| Bam Bam Bigelow  | 1            | Living Dagerously              | 1 de marzo de 1998       | 34    | |
| Rob Van Dam      | 1            | ECW                            | 4 de abril de 1998       | 700   | Este es el reinado más largo del título. |
| Vacante          | N/A          | ECW on TNN                     | 4 de marzo de 2000       | N/A   | Debido a una lesión de Rob Van Dam. |
| Super Crazy      | 1            | Living Dagerously              | 12 de marzo de 2000      | 27    | Derrotó a Rhino por el título. |
| Yoshihiro Tajiri | 1            | ECW ON TNN                     | 8 de abril de 2000       | 14    | Derrotó a Super Crazy. |
| Rhino            | 1            | CyberSlam                      | 22 de abril de 2000      | 126   | Fue un Hardcore Match |
| Kid Kash         | 1            | ECW on TNN                     | 26 de agosto de 2000     | 14    | |
| Rhino            | 2            | ECW on TNN                     | 9 de septiembre de 2000  | 214   | Durante su reinado ganó el Campeonato Mundial Peso Pesado de ECW unificando ambos títulos en guilted As Charged.                                                          |
| Retirado         | N/A          | N/A                            | 11 de abril de 2001      | N/A   | ECW se declaró en la quiebra y el título se desactivó. |
| Matt Cardona     | 1            | GCW Most Notorious             | 15 de enero de 2022      | —     | Cardona derrotó a Rhino por el campeonato. Al día siguiente arrojó el título a un cubo de basura. Este reinado no es reconocido ya que WWE posee los derechos del título. |

## Reinados más largos
| Luchador      | Días | Fecha en que ganó       | Fecha en que perdió  | Notas                               |
| ------------- | ---- | ----------------------- | -------------------- | ----------------------------------- |
| Rob Van Dam   | 700  | 4 de abril de 1998      | 4 de marzo de 2000   | Perdió el campeonato por una lesión |
| Shane Douglas | 329  | 13 de julio de 1996     | 7 de junio de 1997   | Su segundo reinado                  |
| Taz           | 267  | 7 de junio de 1997      | 1 de marzo de 1998   | Su segundo reinado                  |
| Rhino         | 214  | 9 de septiembre de 2000 | 14 de enero de 2022  | Campeón final del título            |
| Jimmy Snuka   | 203  | 12 de marzo de 1993     | 1 de octubre de 1993 | Su primer reinado                   |

## Mayor cantidad de reinados
- 4 veces: 2 Cold Scorpio.
- 2 veces: Eddie Guerrero, Dean Malenko, Mikey Whipwreck, Shane Douglas, Taz, Rhino.

## Datos interesantes
- Reinado más largo: Rob Van Dam, 700 días.
- Reinado más corto: Taz & 2 Cold Scorpio, menos de un día.
- Campeón más viejo: Jimmy Snuka, 49 años.
- Campeón más joven: Glen Osbourne, 21 años.
- Campeón más pesado: Bam Bam Bigelow, 160 kg (352 lb)
- Campeón más ligero: Jason, 82 kg (180 lb)